# Panjoe
Panjoe is een bestuurslaag in het regentschap Pidie van de provincie Atjeh, Indonesië. Panjoe telt 505 inwoners (volkstelling 2010).